# The Hand of Peril
The Hand of Peril è un film muto del 1916 scritto, prodotto e diretto da Maurice Tourneur. Clarence Brown vi appare come assistente alla regia e come montatore.
La sceneggiatura di Tourneur si basa su The Hand of Peril: A Novel of Adventure, romanzo di Arthur Stringer pubblicato nel 1915 a New York.

## Trama
Catturato da una banda di falsari, l'agente James Kestner viene salvato dall'intervento della figlia di Frank Lambert, il capo della banda: Maura, la ragazza, è colpita dal suo coraggio e chiede al padre di risparmiarlo. L'agente, poi, salva a sua volta Maura dall'aggressione di Tony Morello, uno dei membri della gang. Quest'ultimo, prima di morire, confessa alla ragazza che lei non è la vera figlia di Lambert ma che è stata rapita da piccola. Maura giunge alla conclusione che la sua appartenenza a una banda criminale non sia dovuta a tendenze criminali congenite ma al fatto che è stata istruita al crimine. Quando Kestner fa catturare la banda, non consegna Maura alla polizia. Innamorato di lei, le chiede invece di sposarlo.

## Produzione
Il film fu prodotto dalla Paragon Films.

## Distribuzione
Il copyright del film, richiesto dalla World Film Corp., fu registrato il 27 marzo 1916 con il numero LU7913.
Distribuito dalla World Film, uscì nelle sale cinematografiche degli Stati Uniti il 27 marzo 1916.